# Nikolaj Fjodorovič Titov
Nikolaj Fjodorovič Titov (rusko Николай Фёдорович Титов), ruski general, * 1759, † 1816.
Bil je eden izmed pomembnejših generalov, ki so se borili med Napoleonovo invazijo na Rusijo; posledično je bil njegov portret dodan v Vojaško galerijo Zimskega dvorca.

## Življenje
6. novembra 1798 je bil povišan v generalmajorja na položaju poveljnika Galberškega grenadirskega polka. Pozneje je postal poveljnik brigade 20. pehotne divizije in nato celotne divizije.
Upokojil se je 17. januarja 1811, a je bil 19. marca 1812 reaktiviran kot poveljnik 47. pehotne divizije. Pozneje je postal poveljnik 2. brigade 28. pehotne divizije.
Dokončno je bil upokojen 5. decembra 1816.